# Castillo de Introd
El Castillo de Introd (Castello di Introd en italiano, Château d'Introd en francés) es un antiguo castillo situado en el pueblo de Introd en el Valle de Aosta en Italia.

## Historia
El castillo se remonta al siglo XII. Fue ampliado hacia el 1260 por Pierre Sarriod d'Introd y modificado otra vez en el siglo XV asumiendo así su típica forma redondeada.
Después de dos incendios durante el siglo XIX, el castillo fue restaurado en el 1910 según el proyecto del arquitecto Jean Chevalley.